# Dick Tracy
Dick Tracy er en tegneserie om detektiven Dick Tracy (oprindeligt Plainclothes Tracy). Serien blev skabt af Chester Gould, og den udkom første gang d. 4. oktober 4, 1931 i avisen Detroit Mirror. Den blev distribueret af Chicago Tribune New York News Syndicate. Gould skrev og tegnede serien indtil 1977.
Dick Tracy har optrådt i utallige film første gang i 1937, senest i Dick Tracy fra 1990 med Warren Beatty og Madonna på rollelisten.
| Taleboble | Spire Denne tegneserieartikel er en spire som bør udbygges. Du er velkommen til at hjælpe Wikipedia ved at udvide den. |